# Ferula nevskii
Ferula nevskii är en flockblommig växtart som beskrevs av Jevgenij Korovin. Ferula nevskii ingår i släktet stinkflokesläktet, och familjen flockblommiga växter. Inga underarter finns listade i Catalogue of Life.